# Crise du consentement
La crise du consentement est un phénomène social qui résulte de la perte de confiance de la population envers ses élus,,.